# 科皮科韋
47°20′22″N 29°54′36″E / 47.33944°N 29.91000°E
科皮科韋（烏克蘭語：Копійкове）是位於烏克蘭西南部的村莊，由敖德萨州贝雷济夫卡区的喬霍達里夫卡市鎮負責管轄。該村始建於1793年，面積0.86平方公里，海拔高度143米，2001年人口260，人口密度每平方公里302.33人。